# Alexander Armfelt
Alexander Armfelt, född 18 april 1794 i Riga, död 8 januari 1876 i Sankt Petersburg, var en svensk greve och finsk statsman.

## Biografi
Armfelt var son till Gustaf Mauritz Armfelt och hans hustru Hedvig De la Gardie och växte upp i Ryssland, eftersom fadern inte ville bo kvar i Sverige sedan Karl XIV Johan blivit kung. Han bodde i Stockholm mellan 1800-1805 under vintrarna och på Nynäs under sommaren. Armfelt blev student vid Uppsala universitet 1808 samt studerade sedan vid Edinburghs universitet 1810 och vid Kungliga Akademien i Åbo 1813. Han ingick 1814 i den ryska generalstaben. Han bevistade 1815 fälttåget mot Napoleon I. Armfelt fortsatte sedan sin militära tjänstgöring vid ryska och finska regementen, och tog avsked 1827 som kapten. 
Samma år blev Armfelt tillförordnad direktör för Finlands bank, 1832 biträde åt och 1842 själv ministerstatssekreterare för Finland, vilken befattning han bibehöll till sin död. Armfelt bidrog till att trygga Finlands samhällsskick genom sin medverkan vid sammankallandet av lantdagen 1863 och utfärdandet av lantdagsordningen 1869. Han åtnjöt Nikolaj I:s och Alexander II:s fulla förtroende.

## Utmärkelser
- Kungliga Nordstjärneorden,  1834
- Sankt Stanislausorden, första klassen,  1840[4]
- Sankt Annas orden, första klass,  1845[4]
- Vita örnens orden,  1847[4]
- Sankt Vladimirs orden, andra klassen,  1849[4]
- Riddare av Sankt Alexander Nevskij-orden,  1854[4]
- Sankt Alexander Nevskij-orden med diamanter,  1859[4]
- Sankt Vladimirs orden, första klassen,  1863[4]
- Andreasorden,  1870[4]
- Andreasorden med briljanter,  1874[4]

[Redigera Wikidata]